# The Heart of Salome
The Heart of Salome is een Amerikaanse dramafilm uit 1927 onder regie van Victor Schertzinger.

## Verhaal
Tijdens een bezoek aan het Franse platteland wordt Monte Carroll verliefd op Helene. Hij gelooft dat ze een eenvoudig boerenmeisje is, maar ze is eigenlijk een Amerikaanse. In Parijs gaat hij Helene minachten, omdat ze waardepapieren van hem heeft gestolen. Helene heeft wraak in de zin en ze belooft haar meedogenloze werkgever Humphrey dat ze met hem zal trouwen, mits hij Monte Carroll om het leven brengt. Ze verkneukelt zich in diens hachelijke toestand, wanneer hij in de kerker wordt gesmeten. Na verloop van tijd gaat Helene beseffen dat ze toch van hem houdt.

## Rolverdeling
| Acteur             | Personage      |
| ------------------ | -------------- |
| Alma Rubens        | Helene         |
| Walter Pidgeon     | Monte Carroll  |
| Holmes Herbert     | Humphrey       |
| Robert Agnew       | Redfern        |
| Erin La Bissoniere | Dienstmeid     |
| Walter Dugan       | Chauffeur      |
| Barry Norton       | Henri Bezanne  |
| Virginia Madison   | Madame Bezanne |